# William Willett
William Willett (Farnham, 10 augustus 1856 – Chislehurst, 4 maart 1915) was een Britse uitvinder en voorvechter van het invoeren van de zomertijd in het Verenigd Koninkrijk.
Hij woonde het grootste deel van zijn leven in Chislehurst en was aannemer. In 1907 publiceerde hij op eigen kosten het pamflet "The Waste of Daylight", waarin hij voorstelde in april de klok 80 minuten vooruit te zetten en in september weer terug, om zo 's avonds langer van het daglicht gebruik te kunnen maken. In 1908 kreeg hij in het Britse parlement steun voor zijn idee. Ook Winston Churchill promootte Willetts idee. Willett maakte het niet meer mee dat de zomertijd wettelijk ingevoerd werd. Hij stierf in 1915 op 58-jarige leeftijd aan de gevolgen van griep en werd begraven op het kerkhof van de Sint Nicolas-parochie. Een jaar later werd door zowel Duitsland als het Verenigd Koninkrijk de zomertijd ingevoerd.